# Casa Albert Compte
Casa Albert Compte és una obra del municipi de la Garriga (Vallès Oriental) inclosa en l'Inventari del Patrimoni Arquitectònic de Catalunya.

## Descripció
És una casa unifamiliar entre parets mitgeres. Consta de planta baixa i tres pisos. La coberta és a dues vessants i està elaborada amb teula àrab. El ràfec-cornisa de la coberta està limitat per dues mènsules. Fins a la imposta de la planta baixa hi ha un estucat carreuat.